# La Digne-d’Aval
Digne-d’Aval – miejscowość i gmina we Francji, w regionie Oksytania, w departamencie Aude.
Według danych na rok 1990 gminę zamieszkiwały 422 osoby, a gęstość zaludnienia wynosiła 134 osoby/km² (wśród 1545 gmin Langwedocji-Roussillon Digne-d’Aval plasuje się na 552. miejscu pod względem liczby ludności, natomiast pod względem powierzchni na miejscu 1083.).

## Zabytki
Zabytki w miejscowości posiadające status Monument historique:
- krzyż cmentarny (Croix de cimetière)
- krzyż (Croix)